# Hawaiipizza
Hawaiipizza er en pizza med tomatsovs, ost, ananas og skinke. Nogle versioner kan også inkludere peberfrugt, svampe eller bacon. Den første pizza af denne type blev fremstillet af Sam Panopoulos i 1962 i Chatham-Kent, Canada.
Der er meget delte meninger om ananas som pizzatopping: hawaiipizza var den mest populære pizza i Australien i 1999, hvor den stod for 15 % af salget, og en uafhængig undersøgelse fra 2015 af de af Storbritanniens takeaway-steder, der styres gennem Just Eat, konkluderede, at hawaiipizzaen var den mest almindeligt tilgængelige variation. En undersøgelse fra 2016 blandt voksne i USA viste, at ananas var den mindst populære pizzatopping efter ansjoser og svampe.

## Historie
Den græsk-canadiske Sam Panopoulos hævder at have lavet den første hawaiipizza på Satellite Restaurant i Chatham, Ontario, Canada i 1962. Han var til dels inspireret af sin erfaring med kinesiske retter, som ofte blander søde og salte ting, og Panopoulos eksperimenterede med at bruge ananas, skinke, bacon og andre toppings, der i første omgang ikke var særligt populære.
Tilføjelse af ananas til den traditionelle blanding af tomatsovs og ost, og nogle gange med skinke eller bacon, blev snart populær i lokalområdet, og de blev efterhånden en fast del af menuen på pizzeriaer over hele verden.
I Tyskland er hawaiipizza en variation med skinke, ananas og ost toppet med Hawaii Toast på toppen, hvilket oprindeligt blev introduceret af landets først tv-kok, Clemens Wilmenrod, i 1955.

## Kontrovers
I februar 2017 fortalte Islands præsident, Guðni Th. Jóhannesson, efter sigende en gruppe gymnasieelever under en spørgetime, at han var fundamentalt imod ananas på pizza. Han tilføjede, at han ville forbyde ananas som pizzatopping, hvis han kunne. Denne kommentar genererede stor mediebevågenhed, og inspirerede både tilhængere og modstandere af hawaiipizza til at udtrykke deres mening på sociale medier. Forskellige kendisser delte også deres holdninger til emnet, inklusive Canadas premierminister, Justin Trudeau. Panopoulos (ca. 1934-2017), der på dette tidspunkt var gået på pension fra restaurationsbranchen blev kontaktet af flere medier for at forsvare sin kreation. Guðni uddybede senere i en Facebook-post, at han ikke havde magten til at forbyde specielle typer topping på pizza, og at han ikke ønskede at bo i et land, hvor lederen kunne forbyde enhver ting som han eller hun ikke brød sig om.